# Sumowa Grapa
Sumowa Grapa, auch Sumówka genannt, ist ein Berg in der Woiwodschaft Schlesien in Polen. Er gehört zu den Schlesischen Beskiden, einem Gebirge in den Äußeren Westkarpaten und liegt westlich vom Dorf Milówka, dem Sitz der gleichnamigen Gemeinde.

## Geschichte
Am Anfang des Zweiten Weltkriegs wurden polnische Befestigungsanlagen am Berg vom 1. bis zum 4. September 1939 von der deutschen Wehrmacht gestürmt, von denen Reste bis heute erhalten sind.